# Therobia braueri
Therobia braueri là một loài ruồi trong họ Tachinidae.